# Александър Живанович
Александър Живанович – Саня (на сръбски: Александар Живановић - Сања) е сръбски революционер, деец на Сръбска пропаганда в Македония от началото на XX век.

## Биография
Александър Живанович е роден на 20 август 1890 година в Белград. Син е на сръбския политик Живан Живанович и племенник на Драгутин Димитриевич - Апис. Завършва средно образование в родния си град, след което следва технически науки в университет. През септември 1912 година влиза в четата на Любомир Вулович, с която започват да извършват диверсантски акции на територията на Османската империя. Четата е засечена от турски аскер на границата на Сърбия с Косово между граничните пунктове Мердаре и Лисца на 18 октомври 1912 година и в разразилото се сражение Александър Живанович е убит.